# Eumicrotremus
Eumicrotremus is een geslacht van straalvinnige vissen uit de familie van snotolven (Cyclopteridae). Het geslacht is voor het eerst wetenschappelijk beschreven in 1862 door Gill.

## Soorten
De volgende soorten zijn bij het geslacht ingedeeld:
- Eumicrotremus andriashevi (Perminov, 1936)
- Eumicrotremus asperrimus (Tanaka, 1912)
- Eumicrotremus barbatus (Lindberg & Legeza, 1955)
- Eumicrotremus derjugini (Popov, 1926)
- Eumicrotremus eggvinii (Koefoed, 1956)
- Eumicrotremus fedorovi (Mandrytsa, 1991)
- Eumicrotremus gyrinops (Garman, 1892)
- Eumicrotremus orbis (Günther, 1861)
- Eumicrotremus pacificus (Schmidt, 1904)
- Eumicrotremus phrynoides (Gilbert & Burke, 1912)
- Eumicrotremus schmidti (Lindberg & Legeza, 1955)
- Eumicrotremus soldatovi (Popov, 1930)
- Eumicrotremus spinosus (Fabricius, 1776)
- Eumicrotremus taranetzi (Perminov, 1936)
- Eumicrotremus tartaricus (Lindberg & Legeza, 1955)
- Eumicrotremus terraenovae (Myers & Böhlke, 1950)